# Hypeninae
De Hypeninae vormen een onderfamilie van vlinders in de familie van de spinneruilen (Erebidae).

## Geslachten
| - Aethalina - Arrade - Artigisa - Avirostrum - Britha - Calathusa - Catada - Catadoides - Dichromia - Elaphristis - Epitripta - Esthlodora - Foveades - Glympis - Goniocraspedon - Goniophylla - Harita - Hemeroplanis - Hormoschista - Hypena - Hypenagonia - Hypenarana - Hypertrocta - Lomanaltes - Lophotoma | - Lysimelia - Mecistoptera - Meyrickella - Naarda - Nychioptera - Ommatochila - Panilla - Paonidia - Parilyrgis - Paurophylla - Pherechoa - Philogethes - Prionopterina - Prolophota - Rhodina - Rhynchina - Rhynchodontodes - Sandava - Sarobela - Spargaloma - Stenopaltis - Synolulis - Tigrana - Zebeeba |